# Гельмут Брюкнер
Гельмут Брюкнер (нім. Helmuth Brückner; 7 травня 1896, Пілау, Німецька імперія — 15 січня 1951, Тайшет, РРФСР) — партійний діяч НСДАП, гауляйтер Сілезії (1925—1934), группенфюрер СА (7 жовтня 1933).

## Біографія
Гельмут Брюкнер народився 7 травня 1896 року в Пилау в сім'ї шкільного вчителя. Закінчив гімназію Райхенбаха, потім вивчав історію, географію, філософію і економіку в університеті Фрідріха-Вільгельма в Бреслау. Чи не завершивши навчання, в серпні 1914 року іде добровольцем до армії і вступив в 88-й полк піхотної артилерії. У 1915 році отримав звання лейтенанта, а через рік призначений на посаду ад'ютанта. У 1918 році був важко поранений на Західному фронті. Після перебування в лікарні, а потім в санаторії, він повертається додому.
Після війни брав участь в прикордонних боях у Верхній Сілезії і в 1921 році в якості штабного офіцера вступив у фрайкор. Після провалу Пивного путчу і заборони НСДАП вступив в «Націонал-соціалістичну партію свободи» в 1924 році, працював редактором газети «Сілезький глас народу». З 1924 року — член міської ради Бреслау. З 1925 року — редактор газети «Сілезький оглядач», аналог «Völkischer Beobachter». 15 березня 1925 року вступив у НСДАП (квиток № 2 023) і був призначений гауляйтером Сілезії. У 1930 році він брав участь у створенні Центрального видавництва Бреслау. У вересні 1930 року він став депутатом рейхстагу від Бреслау, в тому ж році він одружився з Ельфрідою Гайдт.
24 квітня 1932 року був обраний в прусський ландтаг. З 17 серпня до 9 грудня 1932 року ландесінспектор НСДАП в області «Схід». 25 березня 1933 призначений обер-президентом провінції Нижня Сілезія (Бреслау) і, одночасно в. о. обер-президента провінції Верхня Сілезія (Оппельн). 2 серпня 1933 затверджений за останньою посадою.
Підтримував добрі стосунки з керівництвом СА, був прихильником самостійної політики СА, яка проводилась їх головою Ернстом Ремом. Після знищення вищого керівництва СА під час «ночі довгих ножів» був заарештований. На допитах в гестапо визнав себе винним в гомосексуальності. 25 грудня 1934 року був знятий з усіх партійних і державних постів і виключений з НСДАП.
З 1938 року працював на заводі Гайнкеля в Ростоку, де в липні 1945 року був заарештований СМЕРШем. До 1949 року утримувався в таборі в Тюрінгії, потім переправлений в СРСР, де знаходився в різних таборах. Помер в ув'язненні.

## Нагороди
- Залізний хрест 2-го і 1-го класу
- Нагрудний знак «За поранення» в чорному
- Сілезький Орел 2-го і 1-го ступеня з дубовим листям
- Почесна пов'язка СА
- Почесний кинджал СА
- Почесний хрест ветерана війни з мечами
- Орден дому Саксен-Ернестіне, командорський хрест 2-го класу з мечами на кільці